# Godlewo-Gudosze
Godlewo-Gudosze – wieś w Polsce położona w województwie mazowieckim, w powiecie ostrowskim, w gminie Szulborze Wielkie.
W latach 1975–1998 miejscowość administracyjnie należała do województwa łomżyńskiego. 
Do 2008 we wsi funkcjonowała szkoła podstawowa, która została zamknięta z powodu małej ilości uczęszczającychdo niej uczniów (w roku szkolnym 2007/2008 uczęszczało zaledwie około 30).
Wierni kościoła rzymskokatolickiego należą do parafii Najświętszej Maryi Panny Królowej Polski w Szulborzu Wielkim.